# 315012 Hutchings
315012 Hutchings è un asteroide della fascia principale. Scoperto nel 2007, presenta un'orbita caratterizzata da un semiasse maggiore pari a 2,9728343 UA e da un'eccentricità di 0,1128465, inclinata di 6,43935° rispetto all'eclittica.